# Джума-мечеть (Пловдив)
Джума-мечеть (тур. Cuma Camii, болг. Джумая джамия) — пятничная мечеть в городе Пловдив в Болгарии, расположеная у подножия Таксим Тепе. 
Считается ранним османским памятником, датировка которого является спорной. Так, одни авторы считают, что она была построена при султане Мураде I (1362–1389). Другие же связывают строительство с периодом правления султана Мурада II (1421–1451). Первоначально мечеть называлась мечетью Мурадие в честь султана Мурада, который финансировал ее строительство, а позднее ее стали называть мечетью «Улу Джумая» («Главная пятничная мечеть»).
Мечеть размером 33×27 метров имеет три широких купола над центральным нефом, опирающиеся на четыре массивные квадратные колонны, и три широких цилиндрических свода над соседними помещениями. Первоначальный вестибюль с пятью купольными крыльцами был разрушен Карпатским землетрясением в XVIII веке и заменен деревянной крышей. Первоначальные стрельчатые арки портика все еще можно увидеть на стенах вестибюля. В северо-восточном углу фасада мечети находится высокий минарет, украшенный замысловатым узором из ромбовидных полей, типичным для начала XV века. Внутренние настенные росписи датируются с конца XVIII по начало XIX века.
Долгое время мечеть оставалась в бесхозном состоянии, в результате чего пришла в упадок, а в некоторых местах были замечены трещины. Но с 2006 по 2008 года турецкая строительная компания Taşyap начала проводить работы над восстановлением мечети в первозданном виде. В частности, была реконструирована верхняя часть минарета, поврежденная землетрясением 1928 года, изнутри были удалены два слоя росписи, а самая ранняя из сохранившихся обнаруженных построек, вероятно, датируется 1785 годом, была перестроена и отреставрирована. Материалы по реконструкции мечети были напечатаны в сборнике, распространяемом бесплатно. 
14 февраля 2014 года во время уличной демонстрации толпа атаковала мечеть, используя камни и петарды. Один полицейский получил ранения, около 120 человек были задержаны.